# 黒柳徹子のコドモノクニ
『黒柳徹子のコドモノクニ〜夢を描いた芸術家たち〜』（くろやなぎてつこのこどものくに ゆめをえがいたげいじゅつかたち）は、BS朝日開局15周年記念特別企画として、2015年4月15日より毎週水曜22時から22時55分に放送されていた紀行ドキュメンタリー番組である。2016年3月30日放送終了。

## 概要
20世紀初頭の大正 - 昭和初期にかけて発行された児童向けの絵本雑誌「コドモノクニ」に絵や詩などを寄稿した文豪・芸術家たちの足跡をレポーターが取材するとともに、この当時の子供たちに伝えたメッセージを、今の時代に受け継ごうということで企画された。

## 出演者
- ナビゲーター　黒柳徹子
  - 黒柳は、BSデジタル民放においては、初めてのレギュラー番組、かつMCを務める。
- 週替わりレポーター

## 放送リスト
| 回 | 放送日         | 副題                                                                                            | 取り上げた文豪・芸術家                                               | レポーター                                    |
| -- | -------------- | ----------------------------------------------------------------------------------------------- | -------------------------------------------------------------------- | --------------------------------------------- |
| 1  | 2015年 4月15日 | 片岡鶴太郎が巡るサトウハチローの世界 僕は不良少年だった… 童謡詩人が母に捧げた愛の詩             | サトウハチロー（作詞家・詩人）                                       | 片岡鶴太郎（画家・俳優・コメディアン）        |
| 2  | 4月22日        | 児童文学者・村岡花子の命を懸けた物語 『赤毛のアン』 誕生の秘密                                  | 村岡花子（翻訳家）                                                   | 中原丈雄（俳優）                              |
| 3  | 4月29日        | 奇跡のコラボ！村岡花子と中原淳一発掘秘話！ 美智子さまとの出逢い…                                | 村岡花子（翻訳家）                                                   | 中原丈雄（俳優）                              |
| 4  | 5月6日         | 美智子さまが愛した童話作家・新美南吉 名作『でんでんむしのかなしみ』誕生秘話                     | 新美南吉（児童文学家）                                               | 中井貴惠（女優）                              |
| 5  | 5月13日        | 美智子さまが愛した詩人 まど・みちお 名作『ぞうさん』"幻の楽譜"を発見！                          | まど・みちお（作詞家・詩人）                                         | 中井貴惠（女優）                              |
| 6  | 5月20日        | 日本画の巨匠・東山魁夷 若き日に描いた童画の世界                                                 | 東山魁夷（日本画家）                                                 | 伊藤かずえ（女優）                            |
| 7  | 5月27日        | 風景画の天才・東山魁夷 川端康成との交流秘話                                                     | 東山魁夷（日本画家）                                                 | 伊藤かずえ（女優）                            |
| 8  | 6月3日         | 夏目漱石が絶賛した漫画家 コミック漫画の草分け・岡本一平                                         | 岡本一平（漫画家）                                                   | 蛭子能収 （漫画家・タレント）                 |
| 9  | 6月10日        | 芸術は爆発だ！ 岡本太郎 『太陽の塔』に込めたメッセージ                                          | 岡本太郎（芸術家）                                                   | 蛭子能収 （漫画家・タレント）                 |
| 10 | 6月24日        | 子どもの心を見つめ続けた 絵本作家・いわさきちひろ                                               | いわさきちひろ（絵本画家）                                           | 榎木孝明（俳優）                              |
| 11 | 7月1日         | 子どもたちに夢を! "童画の父"武井武雄                                                            | 武井武雄（画家）                                                     | 榎木孝明（俳優）                              |
| 12 | 7月8日         | 伝説の絵雑誌を創った 編集者・鷹見久太郎                                                         | 鷹見久太郎 （コドモノクニ初代編集者）                                | 城戸真亜子（画家・タレント）                  |
| 13 | 7月15日        | 竹下景子が巡る大正ロマン！ 美人画の天才・竹久夢二                                               | 竹久夢二（画家）                                                     | 竹下景子（女優）                              |
| 14 | 7月22日        | 竹下景子が巡る感動の旅！ 名作童謡の作曲家・中山晋平                                             | 中山晋平（作曲家）                                                   | 竹下景子（女優）                              |
| 15 | 7月29日        | 安田祥子が巡る！ 北原白秋 童謡の世界                                                            | 北原白秋（詩人）                                                     | 安田祥子（童謡・唱歌歌手）                    |
| 16 | 8月5日         | 安田祥子が巡る！山田耕筰 「からたちの花」の秘密                                                 | 山田耕筰（作曲家）                                                   | 安田祥子（童謡・唱歌歌手）                    |
| 17 | 8月12日        | よみがえった幻の童謡詩人・金子みすゞ                                                            | 金子みすゞ（詩人）                                                   | 里中満智子（漫画家）                          |
| 18 | 8月19日        | 戦後70年特別企画 倍賞千恵子が読む、哀しみの戦争絵本！                                           | -                                                                    | 倍賞千恵子（女優）                            |
| 19 | 8月26日        | 戦後70年特別企画 「原爆の図」を描いた女流画家・丸木俊！                                         | 丸木俊（画家）                                                       | アーサー・ビナード（詩人）                    |
| 20 | 9月2日         | 大正モダニズムを描いた画家・岡本帰一                                                            | 岡本帰一（画家）                                                     | 黒鉄ヒロシ（漫画家・コラムニスト）            |
| 21 | 9月9日         | いわさきちひろが愛した童画家・初山滋                                                            | 初山滋（画家）                                                       | 黒鉄ヒロシ（漫画家・コラムニスト）            |
| 22 | 9月16日        | 加藤登紀子が巡る日本のアンデルセン・小川未明                                                    | 小川未明（絵本作家）                                                 | 加藤登紀子（シンガーソングライター）          |
| 23 | 9月23日        | 「シャボン玉」「赤い靴」… 加藤登紀子が巡る童謡詩人・野口雨情の世界                              | 野口雨情（詩人）                                                     | 加藤登紀子（シンガーソングライター）          |
| 24 | 9月30日        | やくみつる感激！躍動する動物たちの世界                                                          | 深沢省三（画家）                                                     | やくみつる（漫画家・タレント）                |
| 25 | 9月30日        | 伝説のデザイナー亀倉雄策！ 東京五輪のロゴを創った男                                             | 亀倉雄策（商業デザイナー）                                           | やくみつる（漫画家・タレント）                |
| 26 | 10月14日       | 天才作詞家・西條八十 ヒット曲に隠された苦悩                                                     | 西條八十（作詞家）                                                   | 香川京子（女優）                              |
| 27 | 10月21日       | タイタニック号から鉄道まで 魅惑の乗りもの絵本傑作選!                                            | 安井小弥太（画家）                                                   | 向谷実（音楽プロデューサー）                  |
| 28 | 10月28日       | 浅井愼平がたどる大正モダニズム 子どもたちの〝遊び〟百選！                                       | -                                                                    | 浅井愼平（写真家）                            |
| 29 | 11月4日        | 渡部陽一がたどる写真家・土門拳 子どもたちの笑顔に託した思い                                     | 土門拳（写真家）                                                     | 渡部陽一（写真家）                            |
| 30 | 11月11日       | アンパンマン誕生の秘密！ やなせたかし"正義"の物語                                               | やなせたかし（漫画家）                                               | 西村知美（タレント）                          |
| 31 | 11月18日       | 「モモちゃん」に託した思い タブーに挑んだ児童文学作家・松谷みよ子                               | 松谷みよ子（児童文学家）                                             | 田中美里（女優）                              |
| 32 | 11月25日       | 「二十四の瞳」壺井栄 小豆島で生まれた反戦の思い                                                 | 壺井栄（小説家）                                                     | あさのあつこ（小説家）                        |
| 28 | 12月2日        | 芥川龍之介と太宰治「蜘蛛の糸」「走れメロス」 子どもたちへのメッセージ                           | 芥川龍之介・太宰治（小説家）                                         | 島田雅彦（小説家）                            |
| 29 | 12月16日       | 安田祥子が歌う美しき日本の四季                                                                  | -                                                                    | 安田祥子（声楽家）                            |
| 30 | 12月23日       | ピカソを驚かせた日本人! 藤田嗣治が描いた美と哀しみ                                              | 藤田嗣治（画家）                                                     | 中江有里（脚本家）                            |
| 31 | 2016年 1月6日  | 北原白秋・西條八十・野口雨情… 安田祥子が歌でつづる名作童謡の世界                                |                                                                      | 安田祥子（童謡・唱歌歌手）                    |
| 32 | 1月13日        | 「ゲゲゲの鬼太郎」誕生の秘密！ 反戦の漫画家・水木しげる                                         | 水木しげる（漫画家）                                                 | 佐野史郎（俳優）                              |
| 33 | 1月20日        | 感動のレコードを発見！ 小林亜星がたどる服部正の作曲家人生                                       | 服部正（作曲家）                                                     | 小林亜星（作曲家）                            |
| 34 | 1月27日        | 名曲「赤とんぼ」誕生秘話 詩人・三木露風の世界                                                   | 三木露風（詩人）                                                     | 茂森あゆみ（童謡歌手）                        |
| 35 | 2月3日         | 夢二が絶賛した美人画の天才！ 美輪明宏が語る蕗谷虹児の世界                                       | 蕗谷虹児（画家）                                                     | 美輪明宏（シャンソン歌手）                    |
| 36 | 2月10日        | 宮沢賢治が残したメッセージ 童話から広がる宇宙への旅                                             | 宮沢賢治（詩人）                                                     | 浅井愼平（写真家）                            |
| 37 | 2月17日        | 発掘！島崎藤村の童話 故郷に秘められた謎…                                                        | 島崎藤村（小説家）                                                   | 高橋源一郎（小説家）                          |
| 38 | 2月24日        | 石黒賢がたどる日本のアンデルセン 浜田広介「泣いた赤おに」の秘密                                 | 浜田広介（児童文学家）                                               | 石黒賢（俳優）                                |
| 39 | 3月2日         | 「クマのプーさん」「ドリトル先生」 児童文学の語り部、石井桃子の世界                             | 石井桃子（児童文学家）                                               | 阿川佐和子（作家）                            |
| 40 | 3月16日        | 松本零士 画業63年 終わりなきサムライの夢                                                        | 松本零士（漫画家）                                                   | 松本零士（漫画家）                            |
| 41 | 3月23日        | 21世紀のコドモノクニ 現代の絵本作家たち                                                         | 荒井良二（絵本画家） あべ弘士（絵本画家）                            | 増田喜昭 （児童書店「メリーゴーランド」店主） |
| 42 | 3月30日        | 最終回2時間スペシャル 今、子どもたちに伝えたい。 吉永小百合、谷川俊太郎、高畑勲が贈る珠玉の物語 | 吉永小百合（女優・朗読家） 谷川俊太郎（詩人） 高畑勲（アニメーター） | アーサー・ビナード（翻訳・随筆家）            |